# Hilaria
Hilaria là một chi thực vật có hoa trong họ Hòa thảo (Poaceae).

## Loài
Chi Hilaria gồm các loài: